# (30445) Stirling
(30445) Stirling est un astéroïde de la ceinture principale.

## Description
(30445) Stirling est un astéroïde de la ceinture principale. Il fut découvert par Paul G. Comba le 5 juillet 2000 à Prescott. Il présente une orbite caractérisée par un demi-grand axe de 2,69 UA, une excentricité de 0,15 et une inclinaison de 10,05° par rapport à l'écliptique.
Il fut nommé d'après le mathématicien écossais James Stirling (1692-1770).

## Compléments